# Stokesit
Stokesit ist ein seltenes Mineral aus der Mineralklasse der Silikate und Germanate. Es kristallisiert im orthorhombischen Kristallsystem mit der Zusammensetzung CaSn[Si3O9]·2H2O, ist also ein wasserhaltiges Calcium-Zinn-Kettensilikat.
Stokesit findet sich in Form von prismatischen, maximal 1 cm großen Kristallen oder kugeligen sowie radialfaserigen Aggregaten bis zu 3 cm Größe.
Die Typlokalität des Stokesits ist der auch Roscommon Cliff genannte „Stamps and Jowl Zawn“ (Lage) bei Botallack im Bergbaurevier St Just unweit St Just in Penwith in der Grafschaft Cornwall in England.

## Etymologie und Geschichte

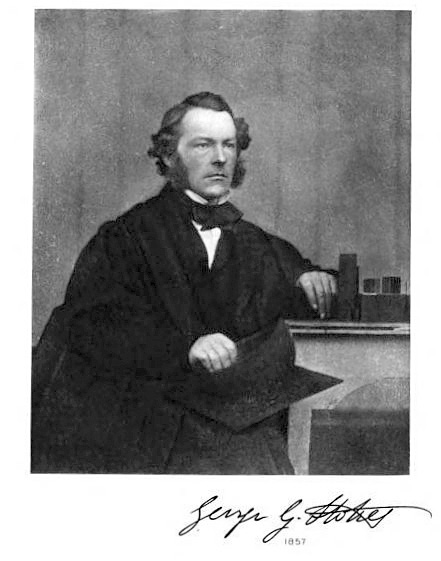
George Gabriel Stokes – ihm zu Ehren wurde der Stokesit benannt

Im Sommer 1899 war der britischen Mineraloge Arthur Hutchinson (1866–1937) damit beschäftigt, die von Joseph Carne (1782–1858) erworbene Sammlung von Mineralen für das Cambridge Mineralogical Museum zu sortieren. Dabei erregte ein 10 mm langer, auf Axinit sitzender und als Gips etikettierter Kristall aus dem Bergbaurevier St Just sein Interesse. Die merkwürdige Paragenese veranlasste ihn zu einer vollständigen chemischen und kristallographischen Untersuchung, in deren Folge sich der Kristall als neues Mineral erwies. Nach einer ersten vorläufigen Notiz veröffentlichte Arthur Hutchinson die Beschreibung des neuen Minerals im britischen Wissenschaftsmagazin Mineralogical Magazine.
Er benannte es nach seinem Kollegen an der University of Cambridge, dem britisch-irischen Mathematiker und Physiker George Gabriel Stokes (1819–1903). Stokes war unter anderem Entdecker des nach ihm benannten Gesetzes und beschäftigte sich mit der Fluoreszenz, die er als erster so bezeichnete und deren Natur er als erster erkannte.
Das Typmaterial für Stokesit befindet sich im Mineralogical Museum der University of Cambridge.
Über 62 Jahre versuchte man, an der Typlokalität weitere Belege für dieses Mineral zu finden, jedoch blieb die Typstufe die einzige Stufe dieser Mineralart. Erst 1961 wurde ein weiterer Fundort für Stokesit bekannt – der Lithiumpegmatit „Ctidružice“, Znojmo (Znaim), Südmährische Region, dem 1966 ein weiterer Fund im „Pegmatit Věžná I“ bei Věžná, Okres Pelhřimov, Distrikt Žďár nad Sázavou, Region Hochland, beide in Tschechien, folgte. Nachdem im Juni 1975 im „Halvosso Quarry“ bei Mabe, ehemaliger „Wendron & Falmouth District“, ebenfalls in Cornwall, ein maximal 7 mm großes Stokesit-Aggregat auf Albit und Orthoklas, teilweise durchspießt von nadeligen Turmalinkristallen, gefunden wurde, hatte im September 1975 die 76 Jahre andauernde Nachsuche an der Typlokalität endlich Erfolg. Der bekannte Mineral-Sammler und -Händler Richard Barstow (Namenspatron für den Barstowit), dem auch der Stokesit-Fund aus dem „Halvosso Quarry“ gelang, konnte im „Wheal Cock Zawn“ am Roscommon Cliff einen 4 mm großen Stokesit-Kristall auf Axinit bergen.

## Klassifikation
Bereits in der veralteten, aber teilweise noch gebräuchlichen 8. Auflage der Mineralsystematik nach Strunz gehörte der Stokesit zur Mineralklasse der „Silikate und Germanate“ und dort zur Abteilung der „Kettensilikate und Bandsilikate (Inosilikate)“, wo er zusammen mit Calciohilairit, Gaidonnayit, Georgechaoit, Hilairit, Komkovit, Pyatenkoit-(Y) und Sazykinait-(Y) die Stokesitgruppe mit der System-Nr. VIII/F.29 bildete.
Die seit 2001 gültige und von der International Mineralogical Association (IMA) verwendete 9. Auflage der Strunz’schen Mineralsystematik ordnet den Stokesit ebenfalls in die Klasse der „Silikate und Germanate“ und dort in die Abteilung der „Ketten- und Bandsilikate (Inosilikate)“ ein. Diese Abteilung ist allerdings weiter unterteilt nach der Art der Kettenbildung, so dass das Mineral entsprechend seinem Aufbau in der Unterabteilung „Ketten- und Bandsilikate mit 6-periodischen Einfachketten, Si6O18“ zu finden ist, wo es als alleiniger Vertreter die unbenannte Gruppe 9.DM.05 bildet.
Auch die vorwiegend im englischen Sprachraum gebräuchliche Systematik der Minerale nach Dana ordnet den Stokesit in die Klasse der „Silikate und Germanate“ und dort in die Abteilung der „Kettensilikatminerale“ ein. Hier ist er als alleiniger Vertreter in der unbenannten Gruppe mit der System-Nr.
65.05.01 innerhalb der Unterabteilung „Kettensilikate: Einfache unverzweigte Ketten, W=1 mit Ketten P=6“ zu finden.

## Chemismus
Sieben Mikrosondenanalysen an Stokesit aus dem Steinbruch „Halvosso Quarry“ ergaben Mittelwerte von 34,78 % SnO2; 0,33 % FeO; 0,37 % MnO; 12,85 % CaO; 43,08 % SiO2 und 8,59 % H2O (aus der Differenz berechnet). Eine Analyse ohne Anwesenheit von FeO und MnO lieferte 35,79 % SnO2; 12,86 % CaO; 42,89 % SiO2 und 8,46 % H2O. Auf der Basis von elf Sauerstoffatomen wurde daraus die empirische Formel Ca0,97Sn1,00Si3,01O9 · 2,03H2O berechnet, die zu CaSn[Si3O9]·2H2O vereinfacht wurde.
Stokesit ist das einzige Mineral mit der Elementkombination Ca - Sn - Si - O - H. Chemisch ähnlich sind Eakerit, Ca2SnAl2Si6O18(OH)2·2H2O; Kristiansenit, Ca2ScSn(Si2O7)(Si2O6OH); und Silesiait, Ca2Fe3+Sn(Si2O7)(Si2O6OH).

## Kristallstruktur

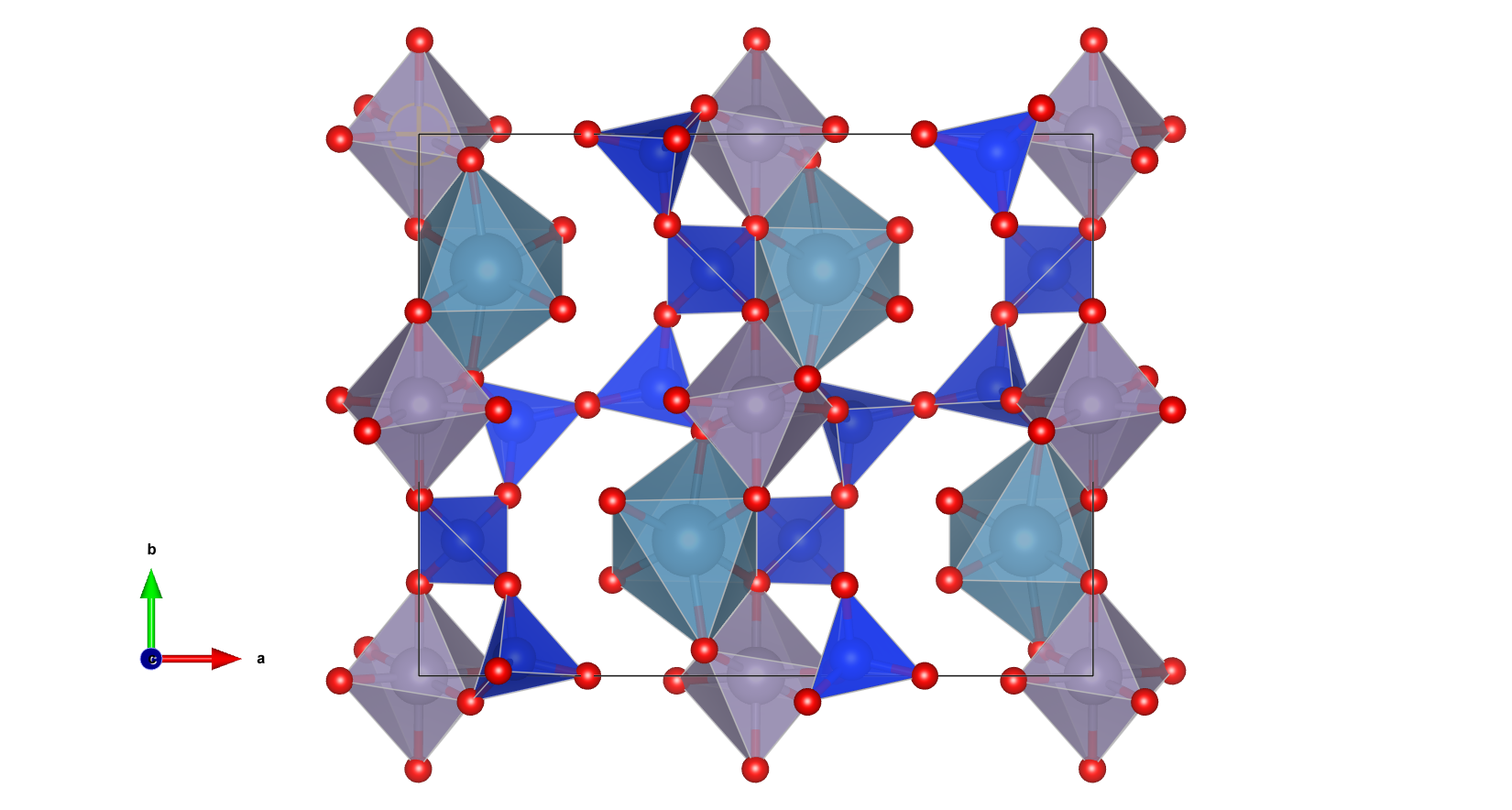
Kristallstruktur von Stokesit als „Polyeder-Modell“. Farblegende: Silicium-Tetraeder: dunkelblau; Zinn-Oktaeder: lila; Calcium-Polyeder: grünblau; Sauerstoff: rot.

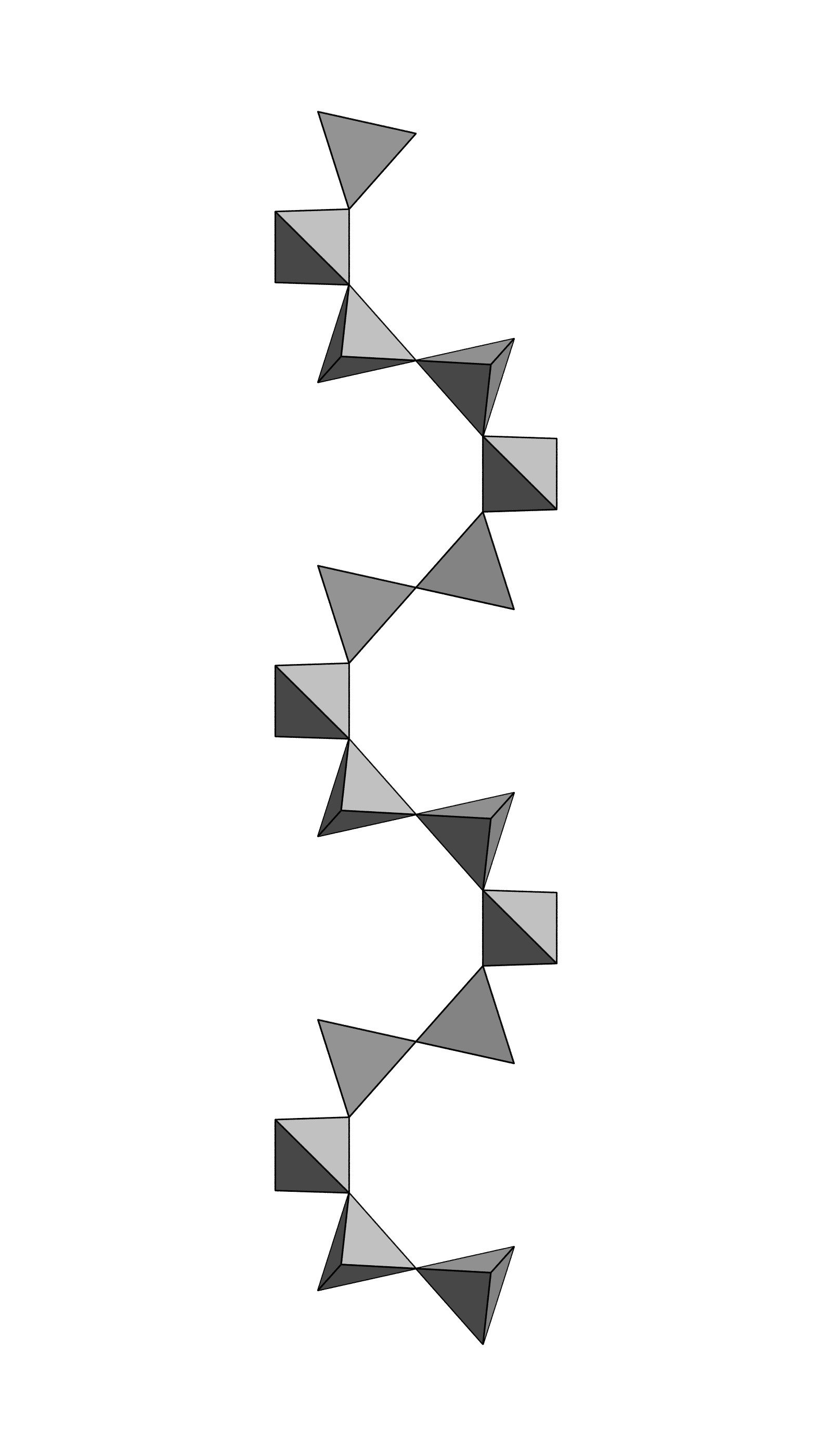
Kristallstruktur des Stokesits mit unverzweigten Sechser-Einfachketten

Stokesit kristallisiert im orthorhombischen Kristallsystem in der Raumgruppe Pnna (Raumgruppen-Nr. 52) mit den Gitterparametern a = 14,465 Å; b = 11,625 Å und c = 5,235 Å sowie vier Formeleinheiten pro Elementarzelle. Erste röntgendiffraktometrische Analysen waren bereits 1960 von Gay & Rickson durchgeführt worden.
Die Kristallstruktur des Stokesits (vergleiche dazu die nebenstehenden Abbildungen zur Struktur) besteht aus periodischen Sechser-Einfachketten aus SiO4-Tetraedern, die durch gemeinsame Sauerstoffatome verknüpft sind. Die Tetraederketten sind in Richtung [010] durch gemeinsame Sauerstoffatome mit SnO6-Oktaeder und CaO4(H2O)2-Polyeder verbunden. Sn ist koordiniert durch sechs zu den Ketten gehörende Sauerstoffatome, Ca ist koordiniert durch vier zu den Ketten gehörende Sauerstoffatome und durch zwei zu den Wassermolekülen gehörende Sauerstoffatome.

## Eigenschaften

### Morphologie
Stokesit bildet an seiner Typlokalität maximal 1 cm große, prismatische Kristalle, an denen das vordere Pinakoid {100} sowie die orthorhombische Dipyramide {211} trachtbestimmend sind. Als weitere Flächenformen wurden an der Typlokalität das Pinakoid {010} sowie {655} und {221} identifiziert. Flächen der Form (101) können durch die sehr vollkommenen Spaltbarkeit entstehen. Kristalle vom „Halvosso Quarry“ zeigen die sehr gur ausgebildeten Flächenformen {100}, {110}, {011}, {101}, {301} und {111} sowie {010}, {130}, {5.13.0}, {5.12.0}, {490}, {120}, {211}, {221}, {243}, {485}, {353} und {823}, wobei die letzteren Formen rau oder gebogen oder beides sind. Die tragenden Formen dieser Kristalle sind {485}, {243} und {211}.
Die maximal 1 mm großen Stokesit-Kristalle aus Huanggang/China stellen Kombinationen aus den dominierenden Pinakoiden {100} und {010} sowie der rhombischen Dipyramide {344} dar. Kleine Stokesit-Kristalle zeigen hauptsächlich die rhombischen Dipyramide, wohingegen größere Kristalle plattig ausgebildet sind. In La Cabrera, Spanien, fanden sich tafelige und nach der a-Achse [100] gestreckte Kristalle bis zu 1 cm Größe mit den trachtbestimmenden Flächenformen {001}, {104} und {111} sowie den nur untergeordnet vorhandenen Formen {011} und {210}. Das Basispinakoid {001} ist die dominierende Form; sie zeigt einen sechsseitigen Umriss, da die Flächen der Dipyramide {111} dominant gegenüber denen des Prismas {011} sind. Die Formen {001} und {104} weisen häufig eine tiefe Streifung parallel [010] auf.
Neben deutlichen Kristallen findet sich Stokesit auch in bis zu 3 cm großen, kugeligen sowie radialfaserigen Aggregaten, wobei die kugeligen Aggregate besonders typisch für den Pegmatit „Córrego do Urucum“ in Brasilien sind.

Tracht und Habitus von Stokesit-Kristallen (gleiche Farben bedeuten gleiche Flächenformen)
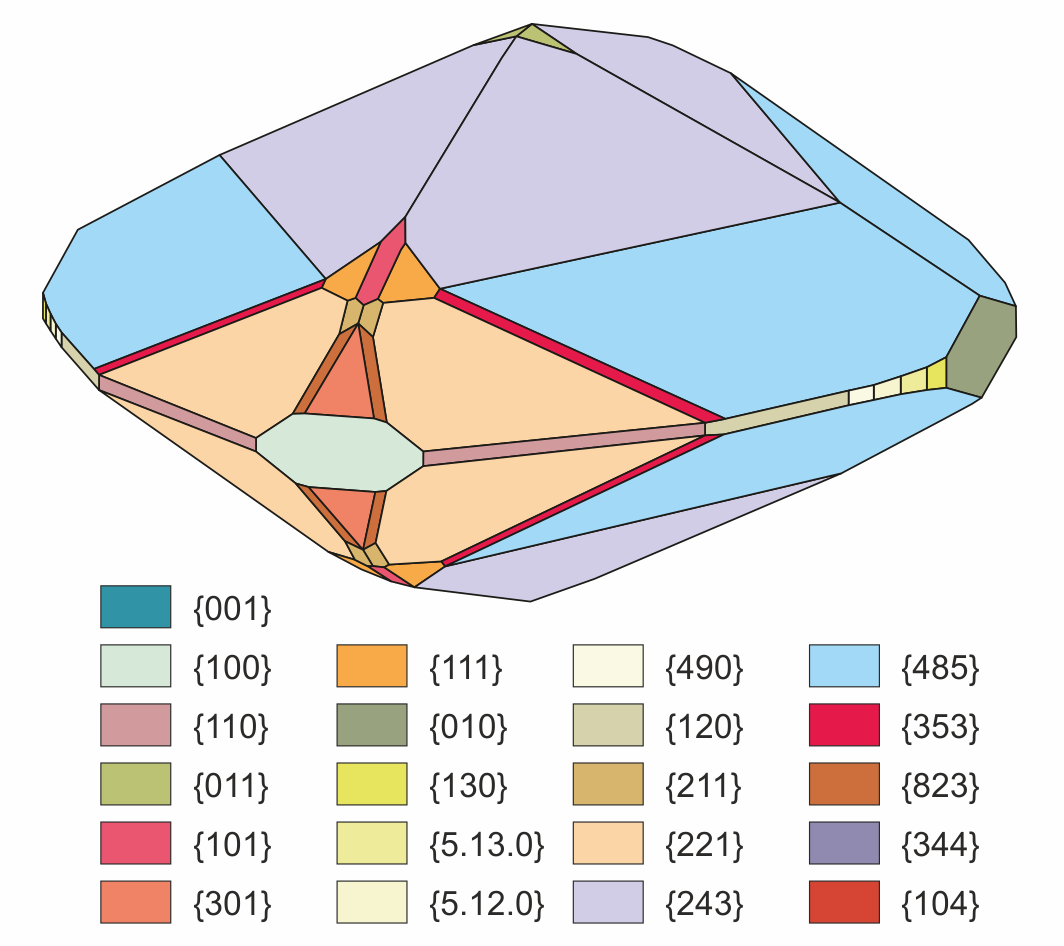
„Halvosso Quarry“ bei Mabe in Cornwall, extrem flächenreich
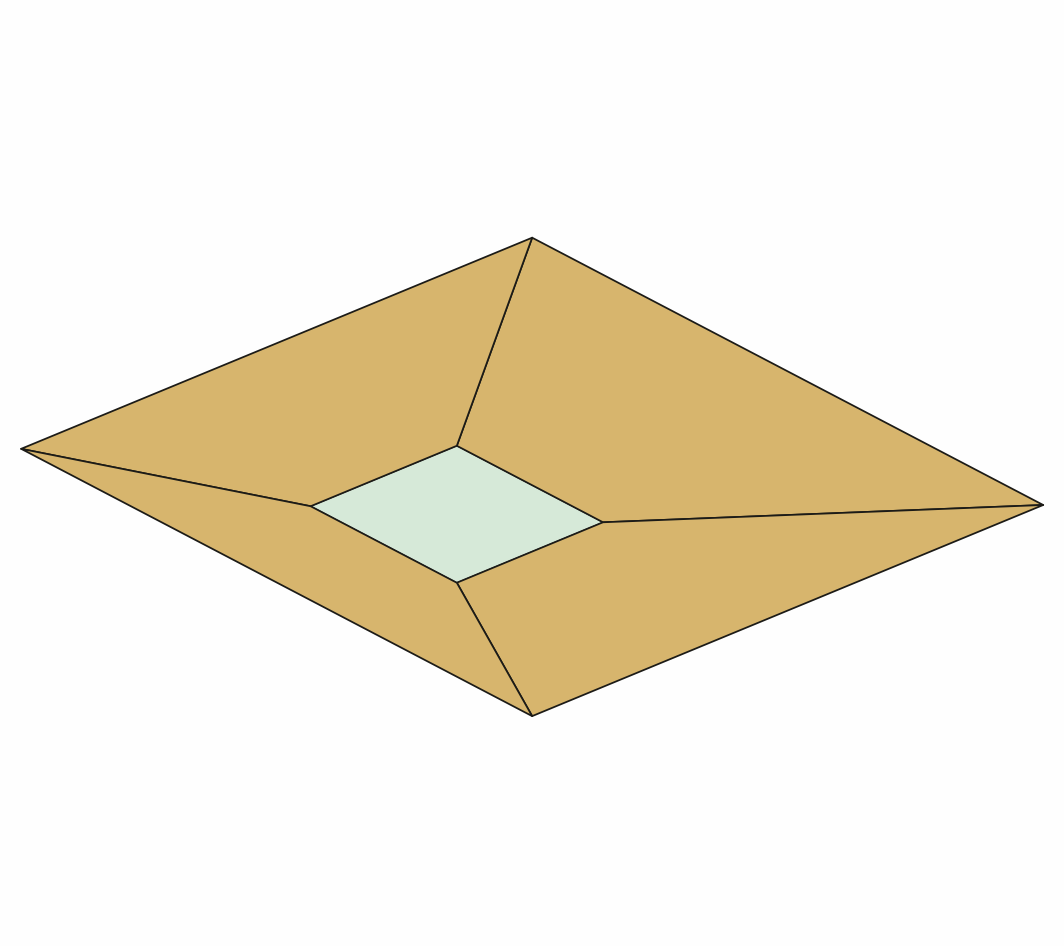
Roscommon Cliff bei Botallack (Typlokalität), St Just, Cornwall
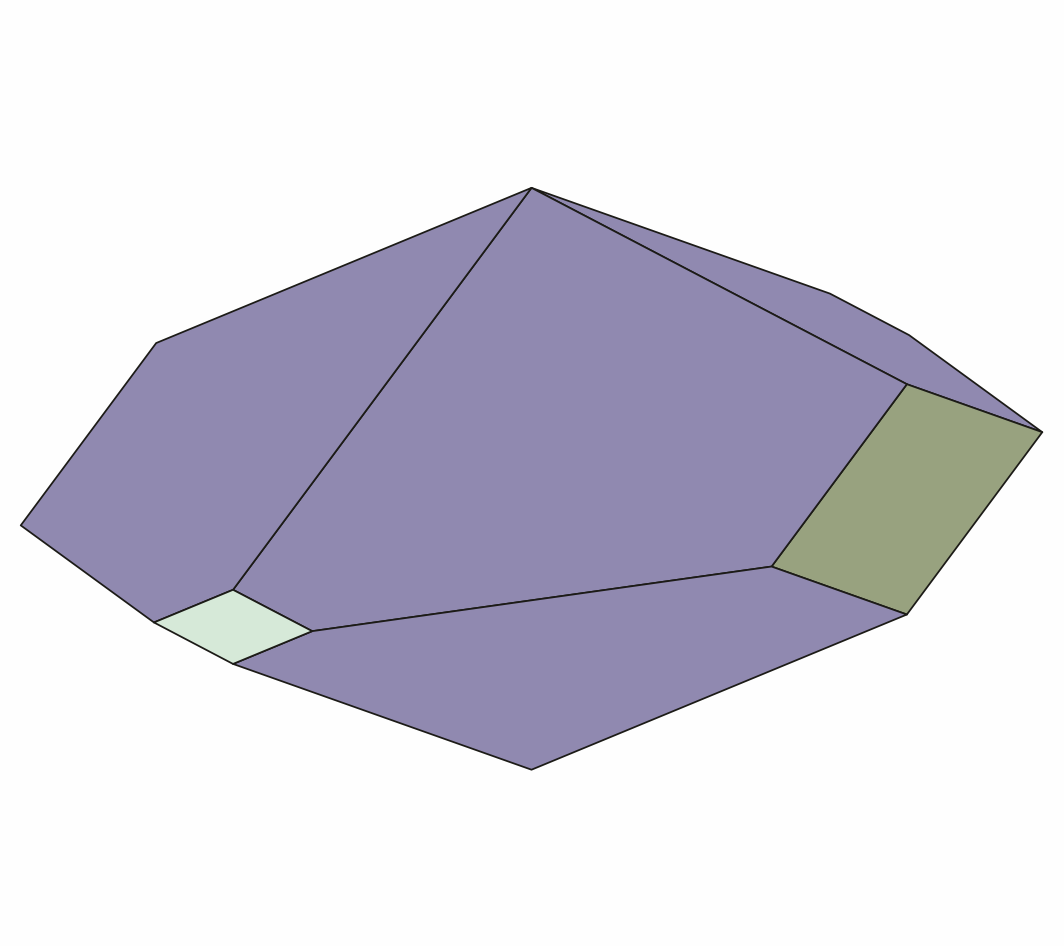
Lagerstätte Huanggang, Chifeng, Innere Mongolei, China
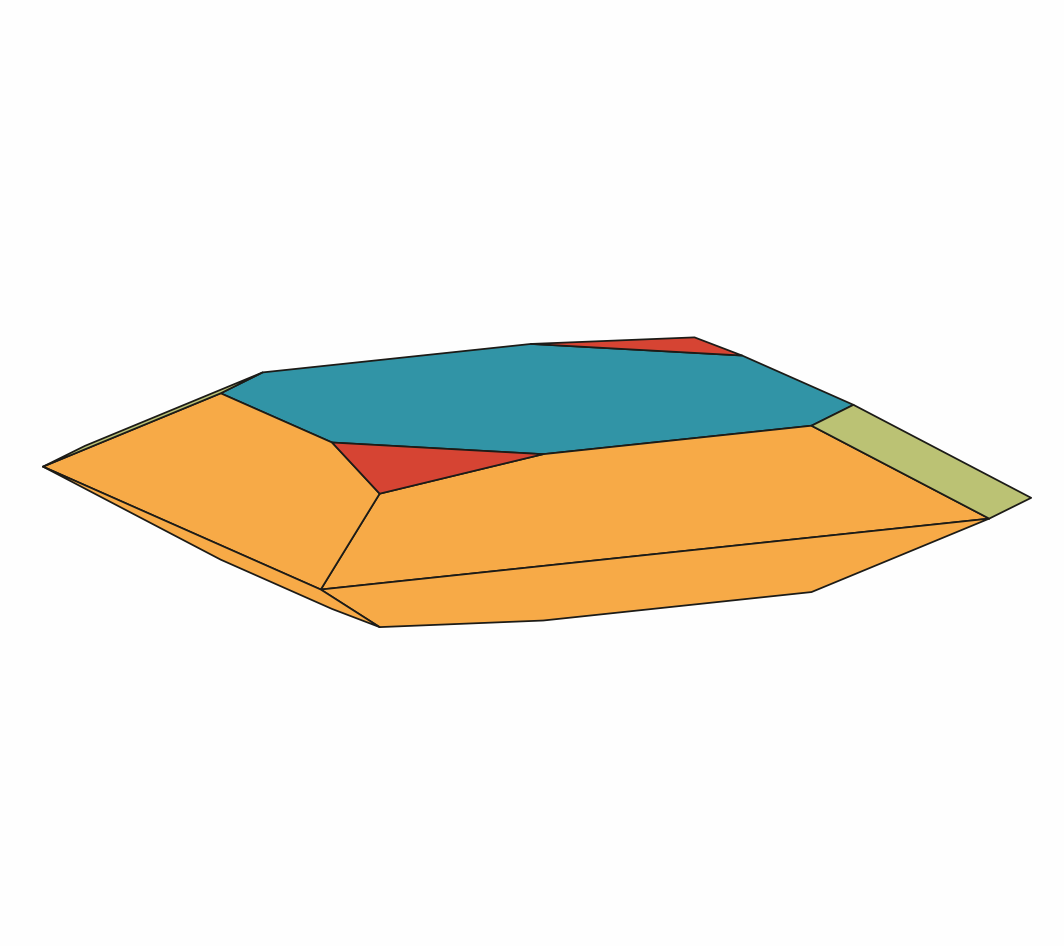
La Saludadora, La Cabrera, Valdemanco, Madrid, Spanien

### Physikalische und chemische Eigenschaften
Stokesit ist farblos bis weiß oder rosa-hellbraun bis blassbraun, seine Strichfarbe ist dagegen immer weiß. Die Oberflächen des durchsichtigen Stokesits zeigen einen glasartigen, auf {100} perlmuttartigen Glanz, was gut mit den Werten für die Lichtbrechung (nα = 1,609 bis 1,618; nβ = 1,612 bis 1,619; nγ = 1,619 bis 1,628) und für die Doppelbrechung (δ = 0,010) übereinstimmt. Unter dem Mikroskop ist das Mineral im durchfallenden Licht farblos und zeigt deshalb auch keinen Pleochroismus.
Stokesit besitzt eine sehr vollkommene Spaltbarkeit nach (101) und eine unvollkommene Spaltbarkeit nach (100). Aufgrund seiner Sprödigkeit bricht er aber ähnlich wie Quarz, wobei die Bruchflächen muschelig ausgebildet sind.
Mit einer Mohshärte von ≈ 6 gehört Stokesit zu den mittelharten Mineralen und lässt sich wie das Referenzmineral Orthoklas (Härte 6) mit einer Stahlfeile noch ritzen. Die berechnete Dichte für das Mineral beträgt 3,185 g/cm³, die berechnete Dichte wurde mit 3,211 g/cm³ ermittelt.
Angaben zur Fluoreszenz im UV-Licht bzw. zur Kathodolumineszenz unter dem Elektronenstrahl für das Mineral fehlen.
Stokesit ist vor dem Lötrohr unschmelzbar und ist unlöslich in konzentrierter Salzsäure, HCl. Er zeigt keine Flammenfärbung und gibt in der Phosphorsalzperle ein Kieselskelett.

## Bildung und Fundorte

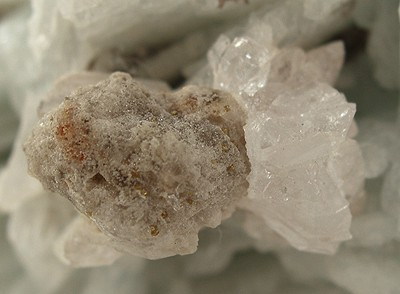
Stokesit mit Oxystannomikrolith auf Albit aus dem Pegmatit „Córrego do Urucum“ (Sichtfeld: ca. 1 cm)

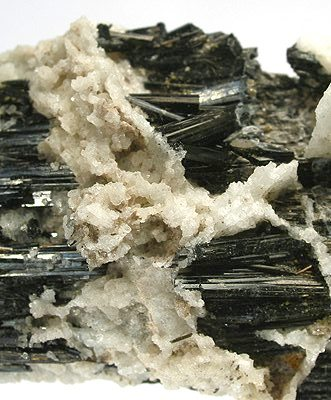
Stokesit auf Schörl aus dem Pegmatit „Córrego do Urucum“ (Stufengröße: 12,0 cm × 5,7 cm × 4,3 cm)

Zinnführende Pegmatite oder kalkhaltige Skarne liefern die zur Bildung des Stokesit nötigen Elemente Calcium, Zinn und Silicium. Das Mineral kristallisiert langsam bei niedrigtemperierten hydrothermalen Bedingungen in offenen Räumen, wie z. B. den Oberflächen oder den Räumen zwischen früher gebildeten Mineralen. Die Kristallisation des Stokesits ist an in einem späten Stadium gebildete zinnreiche hydrothermale Fluide gebunden, die in unterschiedlichen geologischen Umgebungen auftreten können. Für Stokesit können deshalb verschiedene Bildungsbedingungen angenommen werden.
- In pegmatitischen Lagerstätten wie Ctidružice, „Věžná I“ und „Córrego do Urucum“ bildete sich der Stokesit bei der Alteration von Kassiterit. In Ctidružice entstand der Stokesit bei der Albitisierung des Pegmatits und wurde sandwichartig in winzigen Rissen des feinkörnigen Kassiterits abgelagert. In Věžná kam Stokesit auf Albit in Drusen innerhalb eines desilifizierten Pegmatits zur Ablagerung. In den Sn-reichen Skarnen von Kozlov bildet sich Stokesit bei der Alteration von Zinnsilikaten, insbesondere von zinnhaltigem Andradit.[16] In La Cabrera fand sich der Stokesit in einem miarolithischen Hohlraum in einem Granitpegmatit auf Albit und Mikroklin sowie Rauchquarz, wobei Stokesit eine niedrigtemperierte hydrothermale Bildung ist. Die Sukzession wird mit Muskovit → Albit/Mikroklin → Stokesit angegeben.[16]
- Die meisten der anderen Lagerstätten und Vorkommen des Stokesits gehören zum „kalkhaltigen Skarntyp“. In den Vorkommen in Cornwall entstand Stokesit bei der Kontaktmetamorphose bzw. Metasomatose. In Huanggang/China reicherten sich die aus den Skarnen bei der Auflösung primärer gesteinsbildender Minerale freigesetzten Elemente Si, Ca, Sn und Fe in den hydrothermalen Lösungen an, migrierten durch Risse und Klüfte und wurden später in Form von niedrigtemperierten Mineralvergesellschaftungen auf Magnetit-Megakrysten in den Drusen abgesetzt.[16]

Typische Begleitminerale des Stokesits sind Axinit-(Fe) und Kassiterit (Roscommon Cliff); Albit der Varietät „Cleavelandit“, Titanit, Beryll und „Mikrolith“ (Oxystannomikrolith) („Córrego do Urucum“); Chlorit bzw. Klinochlor, Adular, Kassiterit, zinnhaltiger Klinozoisit und zinnhaltiger Titanit (Steinbruch Bögl bei Dörfel); Muskovit, Albit, Mikroklin und Quarz (La Cabrera, Spanien); sowie Magnetit, Calcit, Andradit, Vesuvian, Kassiterit, Fluorit, Quarz, „Glimmer“ und Klinochlor (Huanggang).
Als sehr seltene Mineralbildung konnte der Stokesit bisher (Stand 2018) erst von rund 20 Fundpunkten beschrieben werden. Die Typlokalität für Stokesit ist der auch Roscommon Cliff genannte „Stamps and Jowl Zawn“ bei Botallack im Bergbaurevier St Just unweit St Just in Penwith in der Grafschaft Cornwall in England. Stokesit wurde auch am benachbarten, westlich des Roscommon Cliffs gelegenen „Wheal Cock Zawn“ sowie im „Halvosso Quarry“ bei Mabe, ehemaliger „Wendron & Falmouth District“, ebenfalls in Cornwall, gefunden.
Einziger Fundpunkt in Deutschland ist der „Steinbruch Bögl“ bei Dörfel unweit Schlettau, Revier Annaberg-Buchholz, Erzgebirge, Sachsen.
Weitere Fundpunkte sind:
- der Pegmatit „Córrego do Urucum“ bei Galiléia im Flusstal des Rio Doce, Minas Gerais, Brasilien.[18][6]
- die Fe-Sn-Lagerstätte „Huanggang“ (Huanggangliang-Mine), Hexigten-Banner, Chifeng (Ulanhad), Autonomes Gebiet Innere Mongolei, China.[16]
- die Lagerstätte Vlastějovice (Hammerstadt) und die benachbarten Elbait-Pegmatite, Zruč nad Sázavou, Mittelböhmische Region, Tschechien[7]
- Calcitmarmore mit Kalksilikatkörpern bei Nedvědice, Südmährische Region, Tschechien[7]
- der Lithiumpegmatit „Ctidružice“, Znojmo (Znaim), Südmährische Region, Tschechien[9]
- Granitpegmatitgänge bei Klučov u Třebíče unweit Třebíč, Okres Třebíč, Region Hochland, Tschechien[7]
- Skarne bei Kozlov, Bystřice nad Pernštejnem, Distrikt Žďár nad Sázavou, Region Hochland, Tschechien[23]
- die Pegmatite „Věžná I“ und „Věžná II“ bei Věžná, Okres Pelhřimov, Distrikt Žďár nad Sázavou, Region Hochland, Tschechien[10]
- Miarolen und Pegmatite im Granit des Steinbruchs „Iwaguro Sekizai“, Tawara (Tahara) bei Hirukawa unweit der Stadt Nakatsugawa, Präfektur Gifu, Region Chūbu, Insel Honshū, Japan[24][25]
- die Fluoritgrube „El Hammam“ und ein Zinnskarn im Wadi Beht bei El Hammam unweit Meknès, Präfektur Meknès, Region Fès-Meknès, Marokko[26]
- Zinnskarn-Lagerstätten bei Pitkjaranta im gleichnamigen Rajon, Republik Karelien, Föderationskreis Nordwestrussland, Russland[27]
- der Steinbruch La Saludadora im Granitpluton La Cabrera bei Valdemanco unweit Madrid, Spanien[17]
- die „Utö gruvor“ (Gruben von Utö) auf der Insel Utö, Gemeinde Haninge, Provinz Stockholms län (historische Provinz Södermanland), Schweden[28]
- die durch die „Himalaya Mine“ abgebauten Pegmatitgänge am „Gem Hill“, Mesa Grande District, San Diego County, Kalifornien, Vereinigte Staaten[29]

Fundstellen für Stokesit aus Österreich und der Schweiz sind damit unbekannt.

## Verwendung
Stokesit ist infolge seiner Seltenheit ohne jede praktische Bedeutung, aufgrund seiner Ausbildung aber bei Mineralsammlern sehr begehrt.